# ソレーズ (タルヌ県)
ソレーズ （Sorèze）は、フランス、オクシタニー地域圏、タルヌ県のコミューン。

## 地理
中央高地のノワール山地の中にあり、オート＝ガロンヌ県のルヴェルの東6kmに位置している。オード県とも接している。

## 人口統計
| 1962年 | 1968年 | 1975年 | 1982年 | 1990年 | 1999年 | 2004年 | 2014年 |
| ------ | ------ | ------ | ------ | ------ | ------ | ------ | ------ |
| 1581   | 1613   | 1672   | 1654   | 1954   | 2164   | 2388   | 2755   |

参照元:1962年から1999年までは複数コミューンに住所登録をする者の重複分を除いたもの。それ以降は当該コミューンの人口統計によるもの。1999年までEHESS/Cassini、2006年以降INSEE。

## ギャラリー

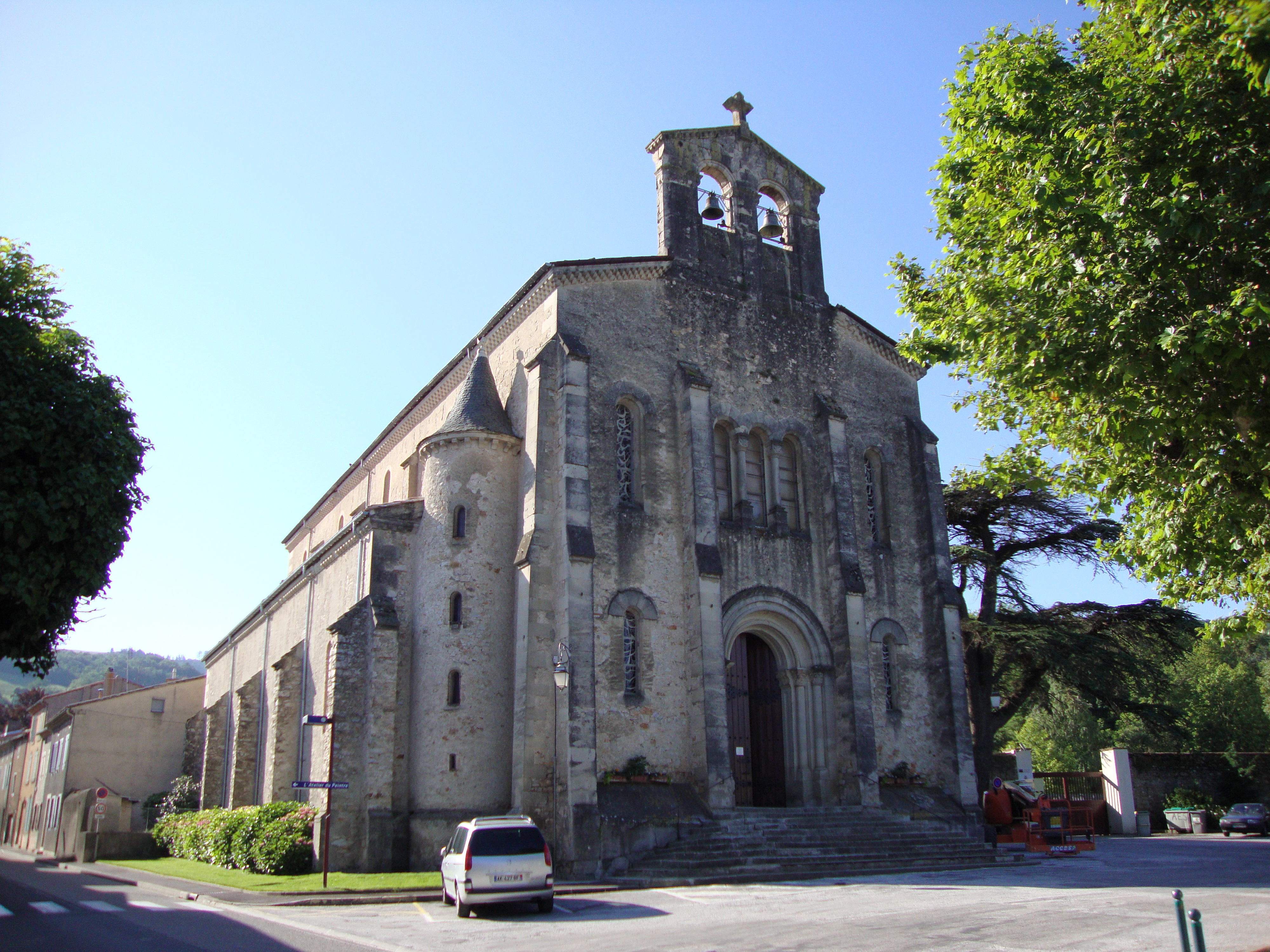
教会のファサード
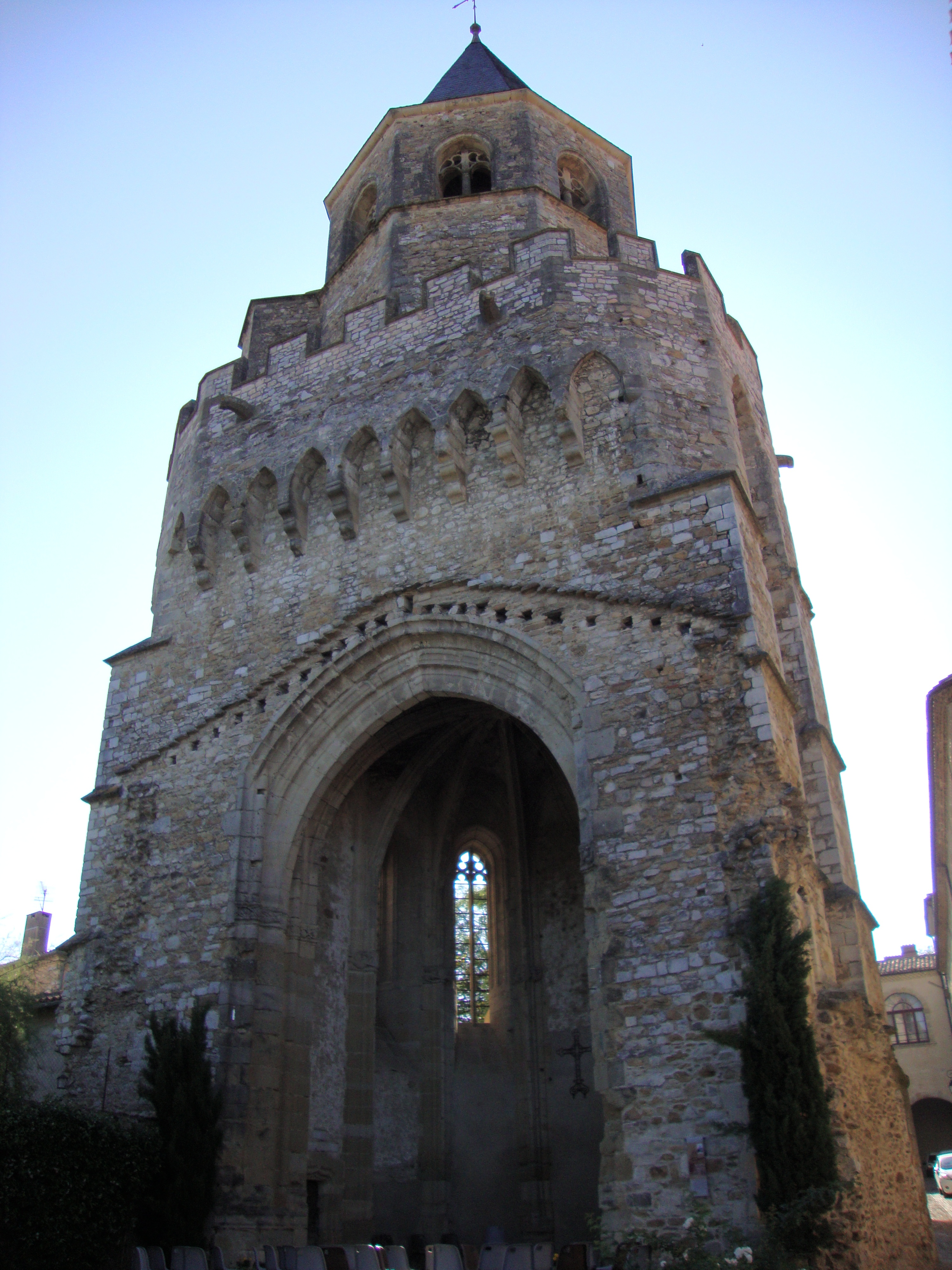
サン・マルタン塔
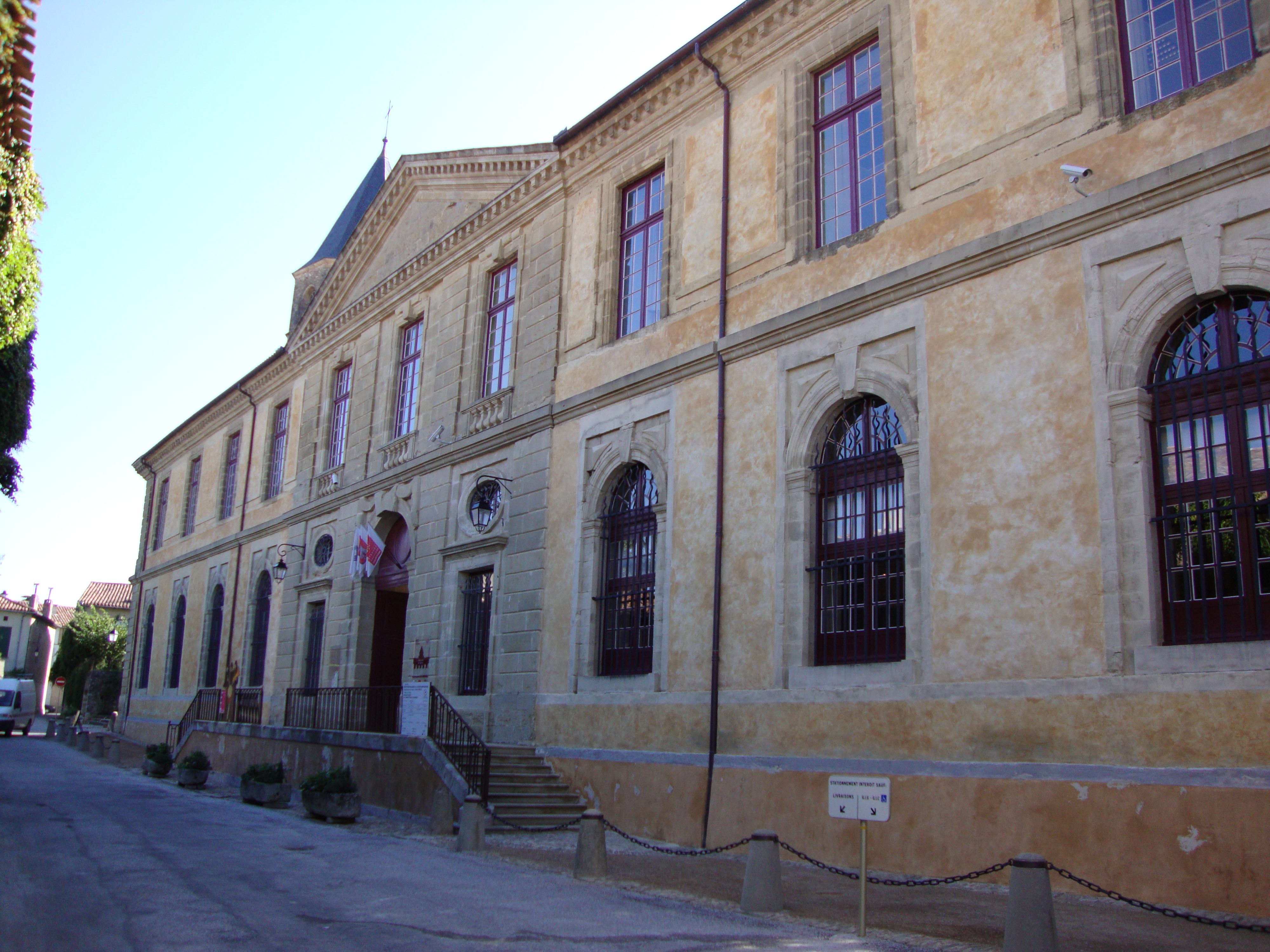
修道院付属学校
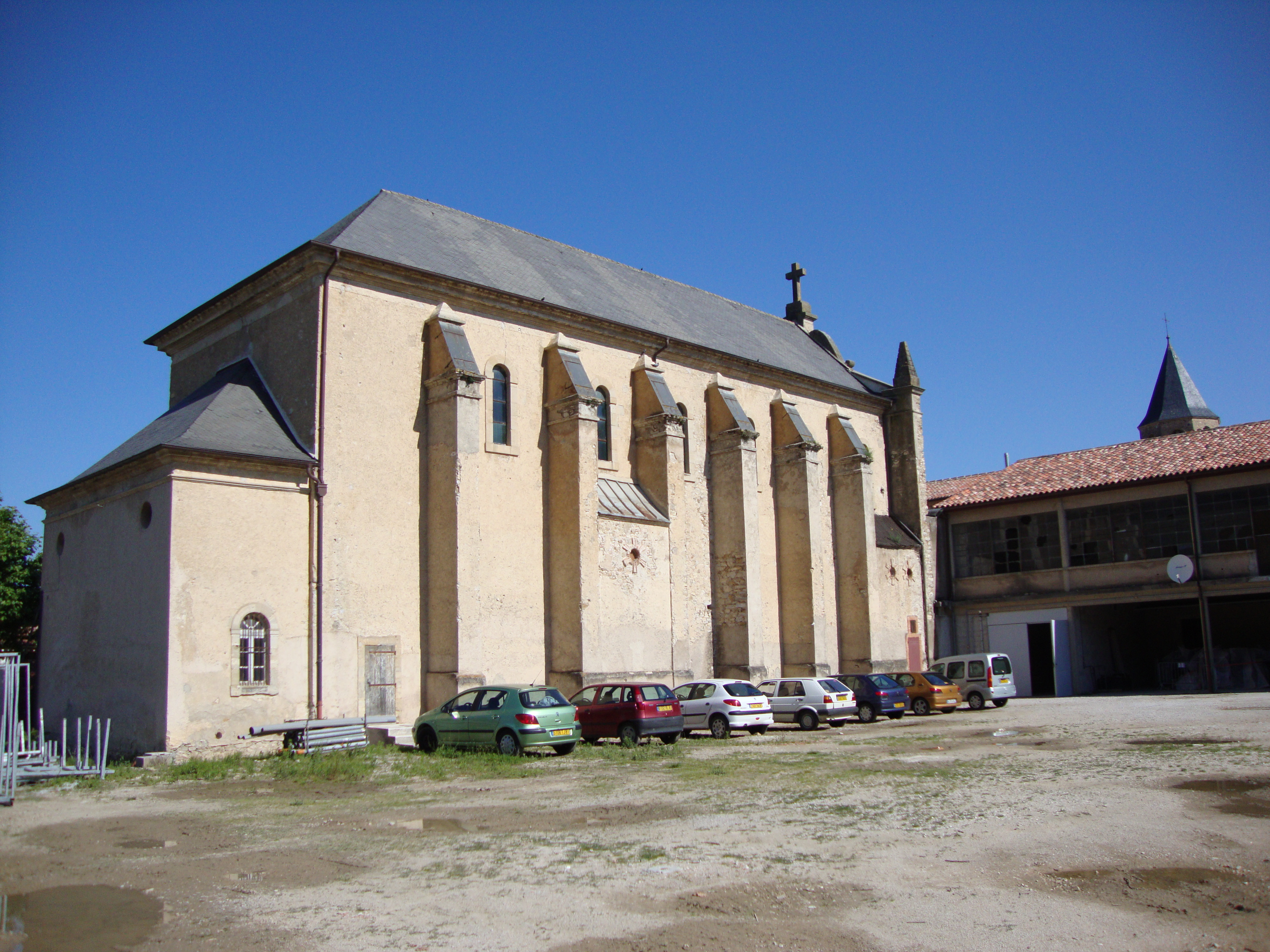
修道院付属学校礼拝堂
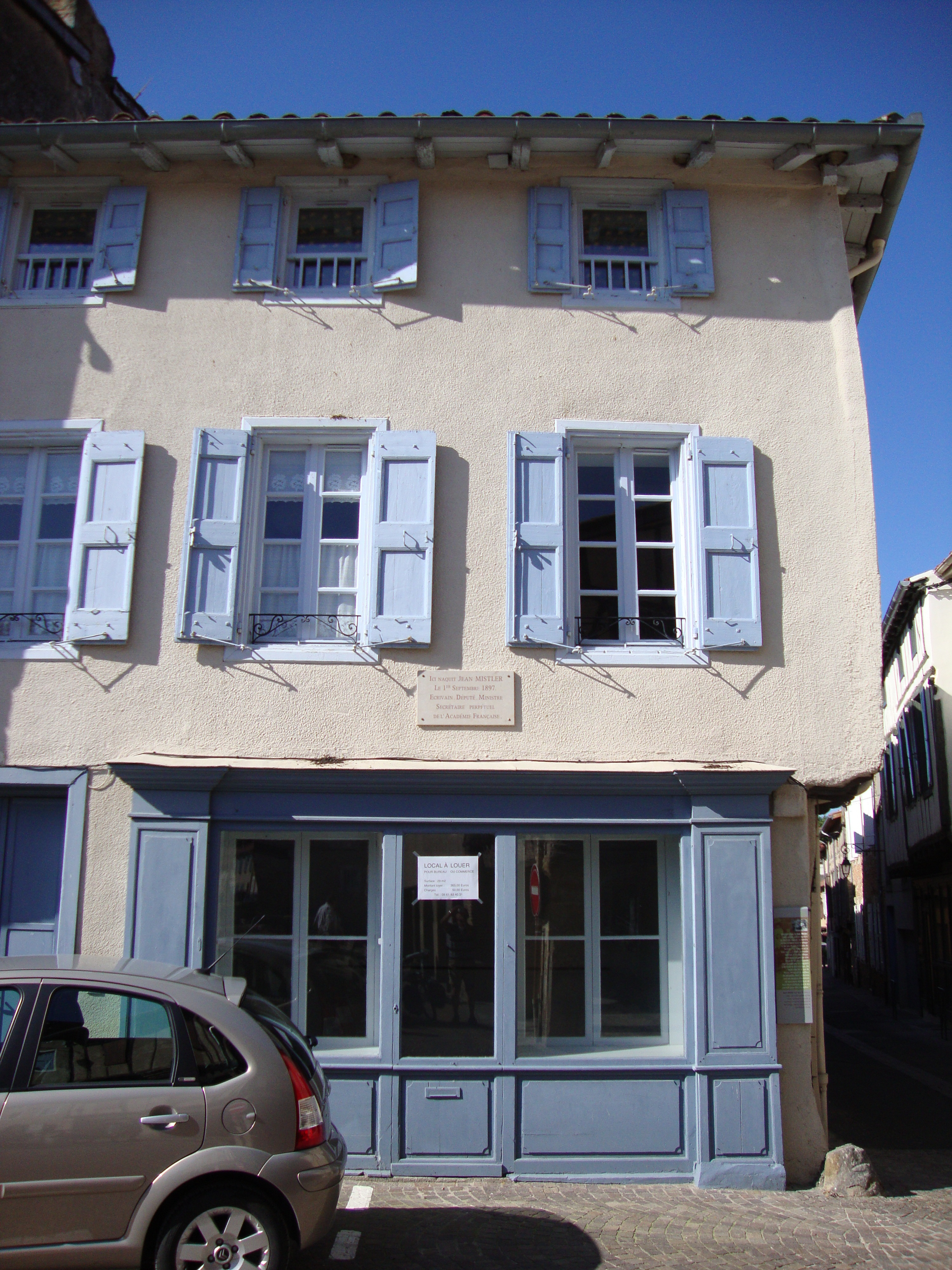
作家ジャン・ミストレルの生家
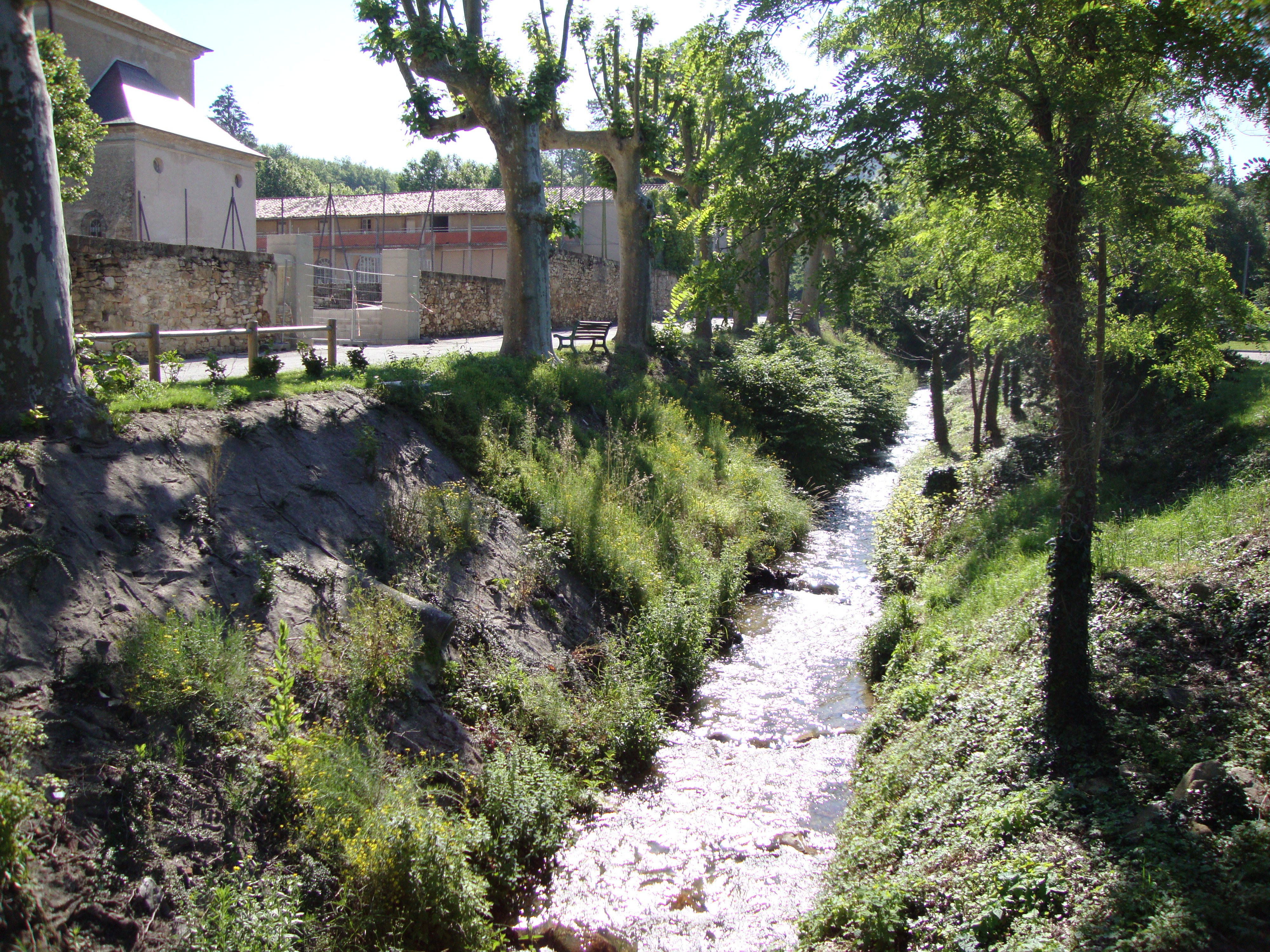
オリヴァル川
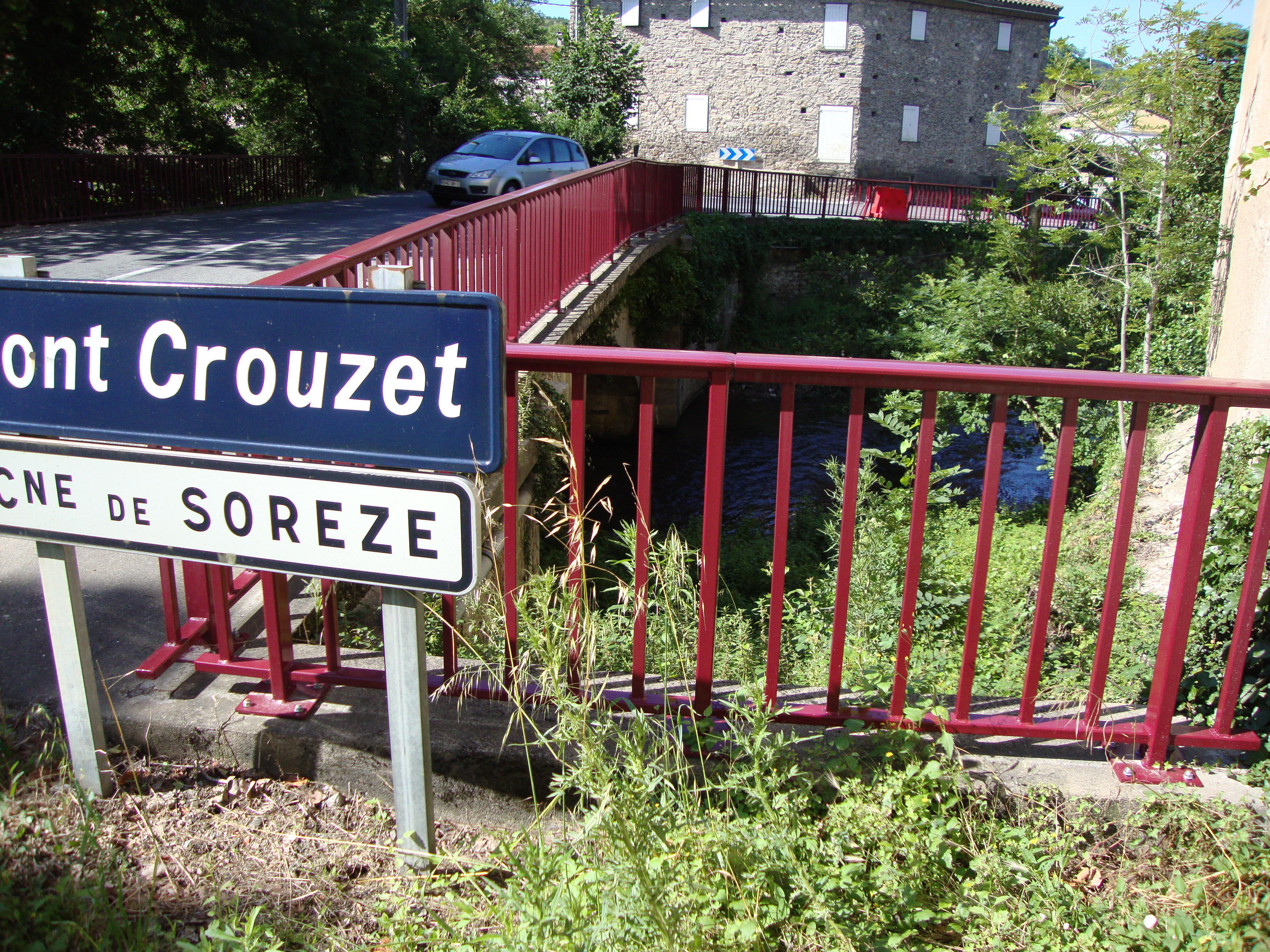
ソル川に架かるクルーゼ橋